# Индийцы в ЮАР
Индийцы Южной Африки — люди индийского происхождения, проживающие в Южной Африке и в основном живут в Дурбане и его окрестностях, что делает его крупнейшим «индийским» городом за пределами Индии. Большинство индийцев Южной Африки являются потомками мигрантов из Индии, которые прибывали с конца XIX века до начала XX века. Позднее индийцы были включены в более широкую географическую категорию «азиатов», в том числе лиц, происходящих из современного Ирана и части небольшой китайской общины.

## История
Значительная часть рабов, импортируемых в Капскую провинцию, была из различных частей Индии и даже Бангладеша, Индонезии и Шри-Ланки. Современная южноафриканская индийская община в основном происходит от индийцев, прибывших в Южную Африку после 1860 года. Их перевозили в качестве наемных рабочих для работы на плантациях сахарного тростника в колонии Наталь , и в общей сложности около 200 000 индийцев прибыли в качестве наемных рабочих в течение 5 десятилетий.